# 同担子菌亚纲

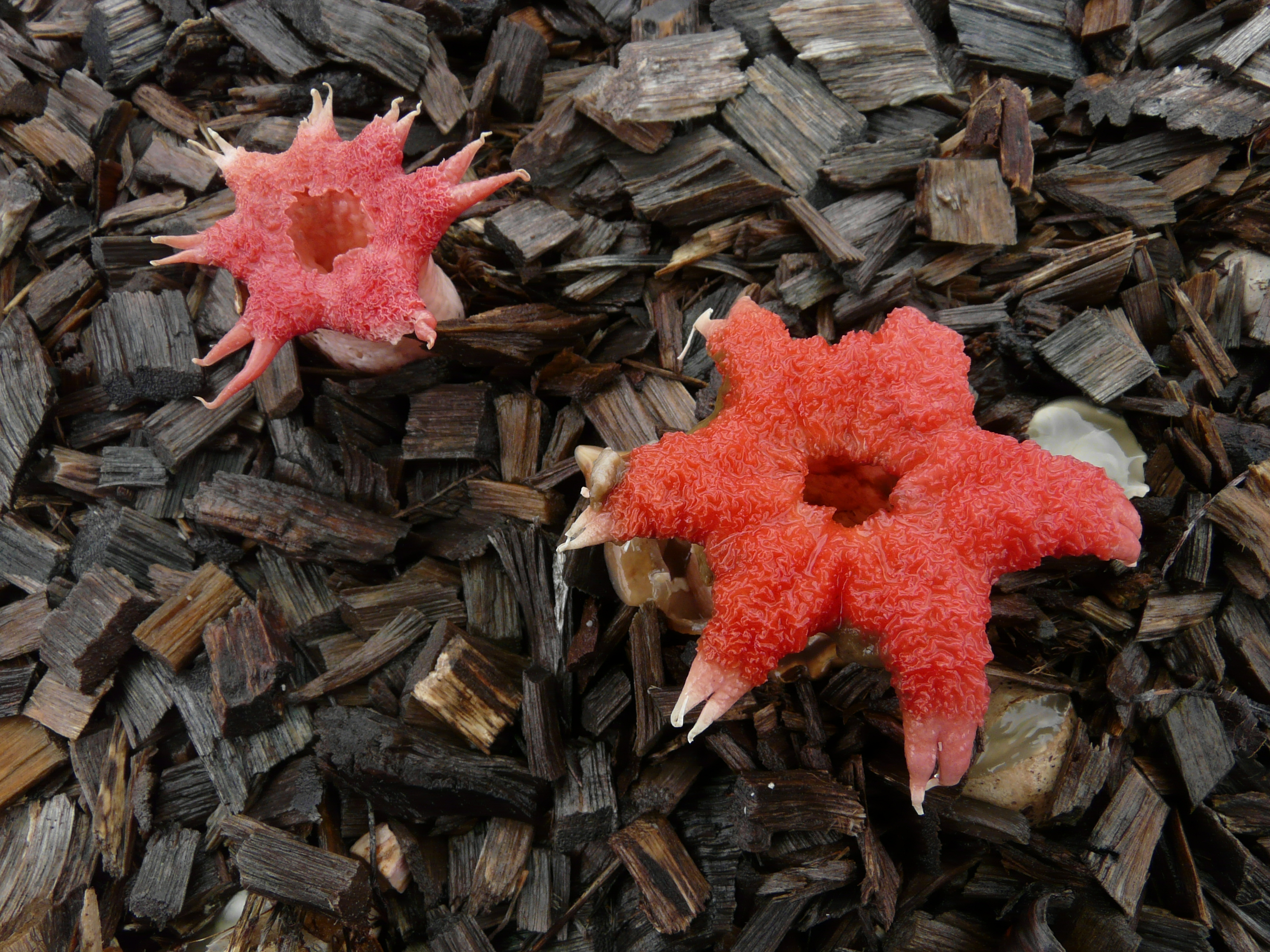
鬼笔科红星头菌（Aseroë rubra）

同担子菌亚纲（Homobasidiomycetes），又称无隔担子菌亚纲，在2001年已經被合併到傘菌綱，在此之前是真菌下属担子菌门的一类，並且也是担子菌门中种类最多的一个亚纲。
同担子菌亚纲饱含约两万个种，其中98%属于伞菌目，即人们一般俗称的蘑菇。不包括在同担子菌亚纲的担子菌门真菌属于异担子菌亚纲，其中包括酵母菌、木耳等等。一般有明显的担子果，其担子不分隔。

## 下级分类
- 伞菌目] Agaricales
- 多孔菌目 Aphyllophorales